# Интеркултурална комуникација
Интеркултурална комуникација представља процес или пут преношења информација изван оквира једне културе. Подразумева и успостављање контаката са акцентом на културолошке различитости, разлике у навикама, веровањима, вредностима, нормама, религији, погледима на свет, језику. Императив интеркултуралне комуникације је ослободити се егоцентричности. Услов за успостављање интеркултуралне комуникације уопште је познавање бар једног заједничког светског језика. Успех у комуникацији одређен је спремношћу учесника комуникације (комуникатора) да се суочи са изазовима и различитостима које са собом носи ова врста комуникације. Због тога је неопходно развити интеркултуралне компетенције. Интеркултурална комуникација игра значајну улогу у друштвеним наукама као што су антропологија, лингвистика, психологија, комуникологија и друге науке. Да би човек могао да комуницира на интеркултуралан начин мора да поседује интеркултурално разумевање културних разлика. На тај начин се избегава дискриминирасност и човек се лишава предрасуда. 

## Кулутирна и интеркултурна компететнтност
„Културна компетентност обухвата скуп знања, ставова, вештина, понашања и способности за ефикасно супање у интеракцију и комуникацију са људима који долазе из различитих кулутра."  Интеркултурална компетентност представља способност да се успешно препознају и користе разлике као ресурси за учење. 
Неки од кључних елемената интеркултуралне компетентности су: 
- свест о себи као комплексном култруном бићу
- свест о утицају који култура којој припадамо врши на наше мишљење и понашање
- способност да се заједно са другима ангажујемо у истраживању прећутних поставки које утичу на наше понашање
- отвореност да се тестирају различити погледи на свет, начин мишљења и решавања проблема. [2]

## Интеркултурална осетљивост
Интеркултурална осетљивост представља способност која је неопходна за социјалну интеграцију. Оснивачем „Развојног модела интеркултуралне осетљивости“ сматра се Милтон Бенет у којима он описује нивое интеркултуралне осетљивости. Издаваја се шест нивоа тог стадијума почевши од порицања разлика, односно, првог стадијума етноцентризма, ка стадијуму уочавања и прихватања разлика, односно релативизма. Интеркултурална осетљивост представља особину која се учи, стиче и развија. 

### Интеркулутрално образовање у Србији
Савремени приступ образовању захтева да се код наставника развије велики број компетенција, како би могли да се остваре потребни стандарди и исходи. Кључне компетенције које наставници треба да стекну груписне су у три опште категорије и то: рад са информацијама, технологијом и знањем, рад са људима, рад са заједницом и за заједницу. У оквиру компетенција за рад са људима и са заједницом све више се провлачи компетенција за интеркултуралну комуникацују. Њена важност проистиче из мултикултуралности друштва у којем живимо. То формирање интеркулутралних компетенција наставника може се дешавати у оквиру формалног и неформалног образовања. Међутим, пракса показује да је најбоље интеркултурално образовање наставника спроводити у оквирима образовне политике, а не изоловано. Анализа студијских планова и прогама факултета за образовање учитеља у Србији  је показала недовољну заступљеност интерклтуралног образовања. Интеркулутралне компетенције се не ослањају само на претходно искуство и интеракције, већ у њиховом стицању важну улогу игра образовање и сами наставници. Да би наставници могли да преносе интркултурални приступ ученицима, неопходно је да и сами имају нека знања о томе и да такве компетенције примењују у свом раду у школи. Препреке су, међутим, у томе што интеркулутрална компетентност и осетљивост у Србији нису још увек заживеле међу компетенцијама за наставнички позив. Притом, мали број студената који се данас образују има могућност да на својим факултетима стекне такве компетенције. Истраживања показују да интеркултурално образовање као предмет намењен развијању интеркултуталних компетенција постоји на четири факултета у Србији (Филозофски факултет у Новом Саду, Факултет педагошких наука у Јагодини, Педагошки факултет у Врању и Педагошки факултет у Сомбору). 

## Баријере у интеркулутралној комуникацији
Најчешћи узроци неразумевања приликом сусрета са припадницима различитих кулутра су:
- претпоставке о сличностима
- коришћење различитих језика и стилова комуникације
- погрешне интерпретације невербалиних порука
- претпоставке и стереотипи
- тенденција да вреднујемо
- анксиозност. [2]

## Културални шок
Културални шок представља психолошку реакцију која настаје када се особа нађе у новој ситуацији, односно, када се сусретне са културом која се разликује у односу на њену матичну. Културални шок дешава се када се вредности, уверења, обичаји и понашања културе из које нека особа долази сударе с онима у новој кулутури. 
Може разложити на пет стадијума:
- стадијум меденог месеца
- кулутрални шок
- стадијум прилагођавања
- стадијум актултурације
- шок повратка.

Стадијум меденог месеца познат је као туристичка фаза. За овај период је специфично то што се култура види кроз романтичнију визуру. Овај стадијум је типичан када особе путују на одмор или краћа пословна путовања. 
Културални шок је стадијум у коме се путовање претвара у стрес. Ново окуржење, поред бројих добрих страна које ужива пар на меденом месецу, доноси са собом и ментално и когнитивно преоптерећење, што може изазвати фрустрираност, умор, усамљеност и конфузију. Људи тада осећају да им је потребан осећај познанства и контроле.
Стадијум прилагођавања карактеристичан је по томе што се људи приберу и траже решења за проблеме. На овом стадијуму почињу да заузимају позитиван став и да цене нову околину. 
Стадијум акултурације или стадијум адаптације је тренутак када људи доживљавају кулурални преображај, стварају интеркулурални идентит и успешни су у интеракцији и на тај начин доживљавају лични раст. 
Шок повратка је стадијум који људи најмање очекују. Када су створени услови за стварање идентитета у другој кулутури, сопствена кулура се другачије посматра. 